# Arianna (film 1957)
Arianna (Love in the Afternoon) è un film statunitense del 1957 diretto da Billy Wilder e interpretato da Audrey Hepburn, Gary Cooper e Maurice Chevalier.

## Trama
Parigi: Arianna è la figlia dell'investigatore privato Claude Chavasse. Seguendo il lavoro del padre, scopre che un suo cliente, marito tradito, intende uccidere il famoso miliardario e noto dongiovanni Frank Flannagan, amante di sua moglie. Cercando di aiutare Flannagan, Arianna finisce col cedere anche lei al fascino dell'uomo.

## Colonna sonora
Il tema musicale portante dell'opera, il valzer lento Fascination, utilizzato per la prima volta nel film del 1932 La casa della 56ª strada, con Kay Francis, è in realtà una canzone italiana del 1904 di Fermo Dante Marchetti (1876-1940), quasi del tutto dimenticata, forse perché accusata di "portare male", il cui titolo era Malombra. La produzione del film Arianna ne comprò i diritti e le cambiò titolo.

## Distribuzione
Nel 1961 Arianna venne ridistribuito, con il titolo Fascination, in una versione ridotta di 125 minuti.